# Múscul esfínter de la uretra
El múscul esfínter de la uretra (musculus sphincter urethrae) és un múscul estriat. També és de control voluntari, i està present tant en el perineu d'homes com de dones. Envolta la uretra i tanca la porció membranosa d'aquest conducte.
Aquest múscul està constituït per fibres superficials o inferiors i profundes (superiors):
- Les fibres superficials o inferiors neixen a cada costat de l'isqui i per davant del lligament transvers del perineu i de les fàscies veïnes. Des d'aquí, discorre cap enrere a cada costat de la uretra i convergeixen en el niucli fibrós del perineu.
- Les fibres profundes formen un revestiment circular continu per a la uretra membranosa.

En els mamífers de sexe masculí el múscul envolta la uretra circularment, mentre que en el cas de les femelles, el múscul neix al costat de la vagina i forma un llaç al voltant de la uretra. En els éssers humans es distingeix el múscul transvers profund del perineu (musculus transversus perinei profundus) i el múscul esfínter extern de la uretra pròpiament tal (musculus sphincter urethrae membranaceae).
Com el bulbocavernós, durant la micció estan relaxats i només entra en acció per expulsar les darreres gotes d'orina; també està relacionat amb l'ejaculació. En l'home i en els mamífers del sexe masculí aquest múscul facilita el transport de semen durant l'ejaculació, mitjançant contraccions rítmiques.
La innervació va a càrrec del nervi púdic, per les seves branques perineals dels nervis raquidis sacres II-III-IV.

## Múscul esfínter extern i intern
Alguns autors diferencien dos músculs esfínter de la uretra: el múscul esfínter extern de la uretra i el múscul esfínter intern de la uretra.

### Múscul esfínter extern de la uretra
S'origina en la branca isquiopubiana i s'insereix en les fibres musculars dels de l'altre costat. Està innervat per la branca perineal profunda del nervi púdic. La seva activitat constreny la uretra. Està situat en l'extrem inferior distal de la bufeta en les dones i per sota de la pròstata (al nivell de la uretra membranosa) en els homes. És un esfínter secundari pel que fa al control del flux d'orina a través de la uretra. A diferència del múscul de l'esfínter intern, l'esfínter extern està constituït de múscul esquelètic i, per tant, està sota control voluntari del sistema nerviós somàtic.

### Múscul esfínter intern de la uretra
Aquest múscul (musculus sphincter urethrae internus) està situat en l'extrem inferior de la bufeta i l'extrem proximal de la uretra en la unió de la uretra amb la bufeta urinària. L'esfínter intern és una continuació del múscul detrusor de la bufeta de l'orina i està constituït de múscul llis; per tant, està sota control del sistema nerviós autònom. Es manté tònicament contret per la innervació del plexe lumbar del sistema nerviós simpàtic. És específic dels homes i no té l'equivalent en les dones.
Aquest és el múscul principal per evitar l'alliberament d'orina; estreta l'orifici uretral intern. Durant la micció es relaxa a través de les branques del sistema nerviós parasimpàtic, el plexe pelvià (S2-S4). Aquest és el múscul principal per al manteniment de la continència de l'orina. Les seves dues funcions principals són:
- Prevenir la fuita d'orina com el múscul es contrau a través de l'estimulació simpàtica (a través del plexe hipogàstric inferior).
- Durant l'ejaculació, la contracció del múscul impedeix el reflux del semen en la bufeta urinària.

## Dimorfisme sexual

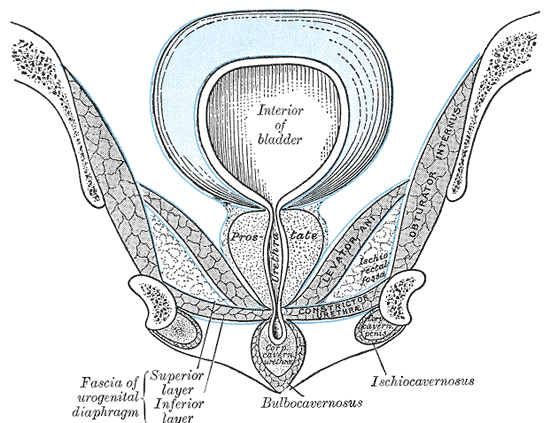
Secció coronal de la part anterior de la pelvis. Vista anterior.

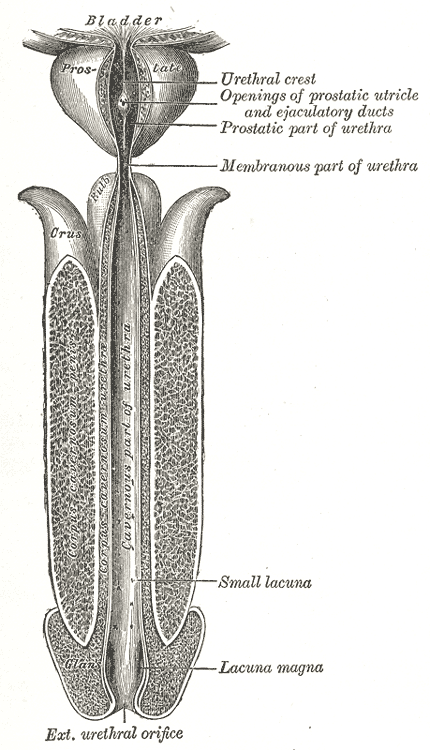
La uretra masculina. Superfície anterior i superior.

Els homes no tenen el múscul de l'esfínter de la uretra més fort que les dones, ni hi ha diferències notables en la capacitat per retenir líquid de les bufetes. Anatòmicament, les dones han d'orinar amb més freqüència perquè les seves bufetes comparteixen l'espai amb l'úter i la vagina, situada en la paret anterior. En els homes i les dones, aquests esfínters tenen la funció de prevenir l'alliberament de l'orina. I més específicament, en els homes, el múscul esfínter intern de la uretra funciona per prevenir el reflux dels líquids seminals en la bufeta durant l'ejaculació masculina.
Es poden diferenciar dos tipus d'esfínters externs de la uretra en funció del sexe: el múscul esfínter extern de la uretra femenina i el múscul esfínter extern de la uretra masculina.

### Múscul esfínter extern de la uretra femenina
El múscul esfínter extern de la uretra femenina és un múscul que controla la micció en les dones. Els termes "esfínter uretrovaginal" (sphincter urethrovaginalis) de vegades s'usa per descriure el component adjacent a la vagina. No obstant això, aquest terme no s'admet en el llistat de la Terminologia Anatomica.
El múscul compressor urethrae també es considera un múscul diferent, per algunes fonts un múscul adjacent, però tampoc està acceptat a la Terminologia Anatomica.

### Múscul esfínter extern de la uretra masculina
El múscul esfínter extern de la uretra masculina (musculus sphincter urethrae membranaceae) envolta tota la longitud de la porció membranosa de la uretra, i està connectat a la fàscia del diafragma urogenital. Les seves fibres externes sorgeixen de la unió de la branca inferior del pubis i l'isqui –entre 1,25 a 2 cm–, i de les fàscies veïnes.
Dona la volta a través de la part anterior de la uretra i de les glàndules bulbouretrals, segueix al voltant de la uretra i, darrere d'ella, s'uneix amb el múscul del costat oposat, per mitjà d'una rafe tendinosa.